# Абасоло (Гуанахуато)
Абасоло (исп. Abasolo) — город и административный центр одноимённого муниципалитета в мексиканском штате Гуанахуато. Численность населения, по данным переписи 2010 года, составила 27 389 человек.

## Общие сведения
В доколумбову эпоху указанное место называлось Cuitzeo (место скунсов) на языке тараско.
В 1852 году город был переименован в честь Хосе Мариано Абасоло, героя войны за независимость от Испании.
Основные виды деятельности: сельскохозяйственное производство, курортный центр, расположенный на термальных водах.